# Бережной, Сергей Денисович
Сергей Денисович Бережной (5 июля 1908 — 30 октября 1978) — советский политработник, военно-морского флота, контр-адмирал (11 мая 1949).

## Биография
Родился 5 июля 1908 г. в с. Анастасьевка Томаковского района Днепропетровской области Украины в семье украинского рабочего. В августе 1929 г. вступил в ВКП(б).
С 30 сентября 1931 г. в РККА красноармеец корпусного артиллерийского полка 17-го стрелкового корпуса Украинского военного округа. С февраля по июнь 1932 г. учился на курсах при Полтавском военно-политическом училище им. М. В. Фрунзе, после окончания которых назначен помощником по политической части командира батареи артполка 17-го стрелкового корпуса. С ноября 1932 г. политрук артиллерийской батареи того же полка. С июня 1934 г. инструктор политотдела 24-й стрелковой дивизии. С июня 1937 г. исполняющий должность старшего инструктора политуправления Киевского военного округа. С октября 1937 г. по ноябрь 1939 г. учился на военно-морском факультете Военно-политической академии им. В. И. Ленина, после окончания которой направлен на должность старшего инструктора организационно-инструкторского отдела политуправления ВМФ.
Великая Отечественная война
С ноября 1941 г. начальник политотдела, а с августа 1942 г. военком 1-й бригады речных кораблей Волжской военной флотилии. В октябре 1942 г. в Вооружённых сила СССР было введено полное единоначалие и отмена института военных комиссаров, в связи с чем переаттестован в звании капитана 2 ранга. С ноября 1943 г. заместитель начальника политотдела, а с 29 марта 1944 г. начальник политотдела Северной тихоокеанской военной флотилии Тихоокеанского флота. Из наградного листа (1944): «Правильно и чётко проводит в жизнь линию ВКП(б). Показал себя как хороший организатор партийно-политической работы. Тесно связан с парторганизациями на кораблях и в частях. Энергично борется за укрепление воинской дисциплины и добивается от парторганизаций всесторонней и своевременной помощи командования в обеспечении боевой подготовки». Участник советско-японской войны.
Послевоенная служба
С ноября 1945 г. начальник политотдела Сахалинской военной флотилии ТОФ. С февраля 1947 г. начальник политуправления 7-го ВМФ. В августе-сентября 1949 г. в распоряжении политуправления ВМС СССР. С сентября 1949 г. замполит Дунайской военной флотилии. С июля 1950 г. Член Военного совета Каспийской военной флотилии. С ноября 1952 г. по октябрь 1953 г. учился на КППС при Военно-политической академии им. В. И. Ленина. С октября 1953 г. Член Военного совета Камчатской военной флотилии. С июня 1956 г. заместитель старшего военного советника по политической части и советник начальника политуправления ВМС КНР. С октября 1957 г. в запасе. Умер 30 октября 1978 г. в Москве, похоронен на Кунцевском кладбище.

## Воинские звания
Старший батальонный комиссар
Капитан 2 ранга — 1942
Капитан 1 ранга — 19.07.1944
Контр-адмирал — 11.05.1949

## Награды
Орден Ленина (1951), Орден Красного знамени (1943, 1945, 1951), Орден Красной звезды (1947), Медаль «За боевые заслуги», Медаль «За оборону Сталинграда», Медаль «За победу над Германией в Великой Отечественной войне 1941—1945 гг.», Медаль «За победу над Японией»

## Семья
Сын Бережной Сергей Сергеевич (1940—2001) — офицер ВМФ, автор военно-морских справочников.
Дочь Кузьмина Нинел Сергеевна(1932-н.в.)-офицерская дочь и жена.в настоящее время проживает в Севастополе,воспитывает правнуков.